# Vysoké učení technické v Brně
Vysoké učení technické v Brně (zkrácený název VUT) je veřejná vysoká škola univerzitního typu zaměřená na technické, ekonomické, přírodovědné a umělecké vědy. Je nejstarší vysokou školou v Brně. V současné době nabízí studium na osmi fakultách a třech vysokoškolských ústavech v bakalářských, magisterských i doktorských studijních oborech více než 17 tisícům posluchačů.
Dlouhodobě se umísťuje v žebříčcích nejkvalitnějších vysokých škol na světě: QS World University Rankings, ARWU (prestižním šangajském žebříčku zaměřeném primárně na vědecko-výzkumnou činnost) a THE (Times Higher Education).

## Historie
V roce 1849 vzniklo díky přesunu Stavovské akademie z Olomouce do Brna (1847) a z rozhodnutí moravského zemského sněmu dvoujazyčné česko-německé Technické učiliště v Brně, zárodek vyššího technického vzdělávání na Moravě. Šlo o nevysokoškolské učiliště, ale už roku 1873 bylo povýšeno na vysokou školu s názvem C. k. vysoká škola technická v Brně. Tato vysoká škola však již nebyla dvojjazyčná, ale pouze německého charakteru.
Vzhledem k uzavření univerzity v Olomouci po účasti její akademické obce na revoluci a národním obrození na Moravě chyběla instituce, která by poskytovala řádné vysokoškolské vzdělání. Jedna technika, navíc německá, nemohla tuto chybějící potřebu pokrýt, takže studenti převážně odcházeli jinam – do Prahy, Vídně nebo Krakova. V souvislosti s tím sílily hlasy, které zřízení univerzity požadovaly, ne však již v Olomouci, která byla po válkách o slezské dědictví přeměněna v městskou pevnost, ale ve větším a hlavním zemském městě – Brně. Moravští Němci ale druhou českou univerzitu zcela odmítali a tak se o její zřízení vedly dlouholeté neúspěšné spory (k vyřešení došlo až po rozpadu Rakouska-Uherska v roce 1919 založením Masarykovy univerzity). Vídeňská vláda se snažila vyřešit spor kompromisem, česká univerzita sice zřízena nebude, bude ale založena česká technika. 19. září 1899 byla proto císařským rozhodnutím založena C. k. česká technická vysoká škola Františka Josefa v Brně.
Pro začátek si musela vystačit s provizorními prostory v Augustinské ulici, se 4 profesory a 47 studenty, kteří mohli studovat jediný – stavební – obor. Již v následujícím roce (1900) ale byla zahájena výuka v oboru strojním, následovaly pak obory kulturního inženýrství (tvorba krajiny), elektroinženýrství, chemického inženýrství a po první světové válce také obor architektura. V roce 1911 se přestěhovala do nově postavené honosné budovy na Veveří, kterou dodnes používá její stavební fakulta. Na konci 30. let byla krátce pojmenována Vysoká škola technická Dra Edvarda Beneše.
Na začátku druhé světové války byla českojazyčná technická univerzita uzavřena stejně jako ostatní české vysoké školy. Přesto však některé provozy, které okupační správa uznala za důležité pro hospodářství Říše, zůstaly a fungovaly i nadále. Německá technika v Brně fungovala i během války. Po válce byly německé techniky v Praze a v Brně zrušeny dekretem presidenta republiky ze dne 18. října 1945 a činnost české techniky byla obnovena pod starším názvem Vysoká škola technická Dr. Edvarda Beneše. Provoz školy byl ukončen v roce 1951, některé součásti byly převedeny na nově vzniklou Vojenskou technickou akademii.
Jedinými fakultami, které poskytovaly civilní výuku, zůstala Fakulta stavební a Fakulta architektury, obě pod názvem Vysoká škola stavitelství. Již v roce 1956 se činnost univerzity začala postupně obnovovat pod dnešním názvem Vysoké učení technické v Brně. Dnešní podoba se víceméně ustálila v roce 1961.
Po roce 1989 došlo k reorganizaci některých fakult a ke vzniku řady nových. Znovuobnovena byla Fakulta chemická (1992), kromě technických oborů se VUT zaměřuje i na ekonomiku (Fakulta podnikatelská založena v roce 1992) a na umění (Fakulta výtvarných umění založena v roce 1993). Další milník je spojen s rokem 2000, kdy se od VUT v Brně oddělily dvě fakulty dislokované ve Zlíně – Fakulta technologická a Fakulta managementu a ekonomiky – a založily tak Univerzitu Tomáše Bati. Zatím poslední výraznou organizační změnou bylo rozštěpení Fakulty elektrotechniky a informatiky na Fakultu elektrotechniky a komunikačních technologií a na Fakultu informačních technologií, ke kterému došlo v roce 2002.

## Umístění
Většina budov VUT je nyní umístěna v areálu Pod Palackého vrchem v městské části Královo Pole. Nachází se zde budovy Fakulty strojního inženýrství, Fakulty podnikatelské, Fakulty chemické nebo Fakulty elektrotechniky a komunikačních technologií, dále dva kolejní areály. Fakulta informačních technologií sídlí v Králově Poli v areálu bývalého kartuziánského kláštera v Božetěchově ulici a také v novém komplexu přes ulici. Fakulta stavební je umístěna v historickém zrekonstruovaném areálu v ulici Veveří. Fakulta architektury se nachází v ulici Poříčí, Fakulta výtvarných umění pak v Údolní ulici. VUT dále používá třetí kolejní areál v Kounicově ulici. Rektorát sídlí v zrekonstruované novobarokní budově v Antonínské ulici.

## Struktura

### Vedení univerzity
V čele univerzity stojí rektor, kterého v jednotlivých oblastech jeho činnosti zastupuje šest prorektorů. Finanční záležitosti VUT řídí kvestor, o komunikaci a propagaci univerzity se stará tisková mluvčí ve spolupráci s Oddělením marketingu. Důležité dokumenty a směrnice projednává a schvaluje akademický senát, který má zaměstnaneckou a studentskou komoru. Vědecké směřování VUT určuje vědecká rada, ve které působí odborníci z VUT, jiných univerzit i z průmyslu.
Jednotlivé fakulty řídí děkani, které v jednotlivých oblastech činnosti zastupuje několik proděkanů. Také fakulty mají své akademické senáty, které projednávají směrnice týkající se výhradně fakult. Podobně mají jednotlivé fakulty vlastní vědecké rady.

### Fakulty
Vysoké učení technické v Brně se v současnosti skládá z následujících osmi fakult (řazeno abecedně):

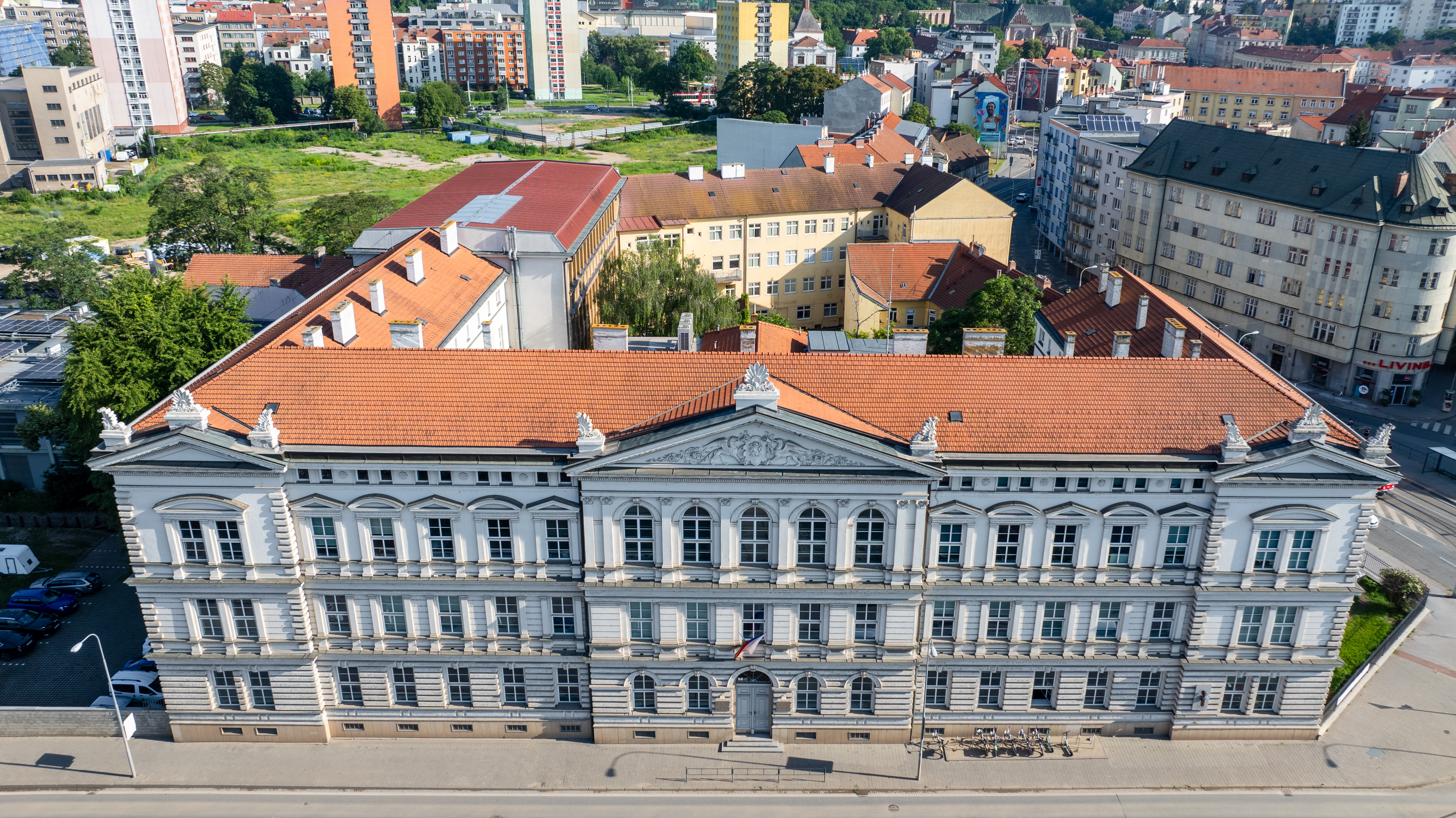
Fakulta architektury

#### Fakulta architektury
Jedna z nejstarších fakult VUT v Brně, vznikla již v roce 1919. V průběhu své existence byla sloučena s fakultou stavební. V současné době poskytuje výuku v oboru architektura a urbanismus skoro šesti stovkám studentů.

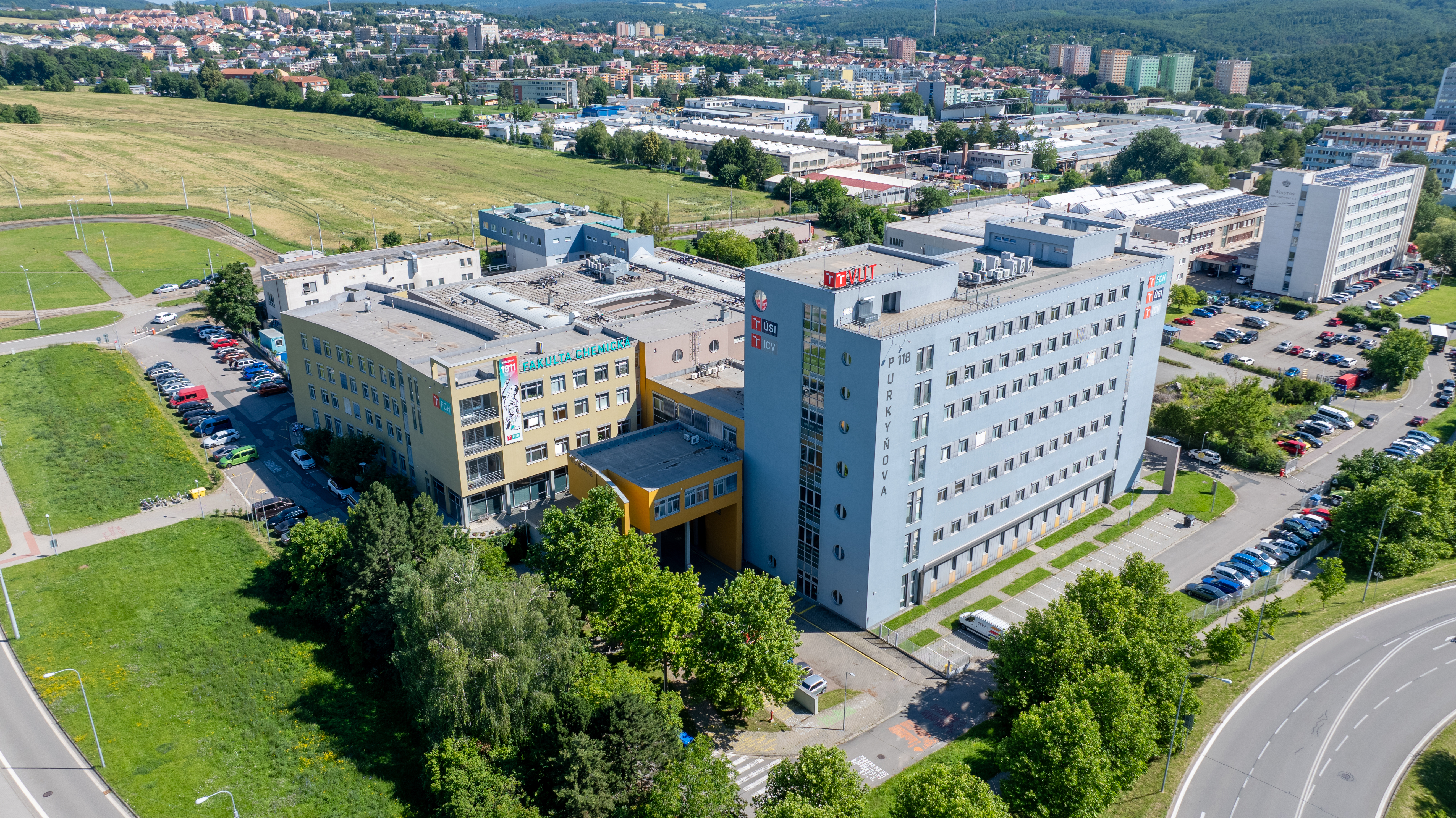
Fakulta chemická

#### Fakulta chemická
Fakulta chemická VUT v Brně navazuje od roku 1992 svou činností na dlouhou tradici chemického vysokého školství v Brně, zahájenou zřízením chemického odboru České vysoké školy technické v listopadu 1911 a přerušenou v roce 1951 přeměnou brněnské techniky na vojenskou Technickou akademii.
Fakulta znovu zahájila svoji činnost ve školním roce 1992/93 s omezeným počtem studentů a minimálními počty vědeckopedagogických pracovníků podle dokumentu, předloženého k úspěšnému akreditačnímu jednání, které proběhlo v prosinci 1992. Počáteční rozvoj fakulty probíhal za podpory brněnské chemické komunity a zvláště ve spolupráci s chemickým odborem PřF MU v Brně, která tak vrátila chemické fakultě její pomoc, kterou poskytla chemickým oborům po zřízení Masarykovy univerzity v roce 1919. Roku 1994 se fakulta úspěšně podrobila druhé akreditaci společně s chemicko-technologickými fakultami v ČR. 
Poskytuje vzdělání více než tisícovce posluchačů, kteří si mohou vybrat z řady oborů: např. aplikovaná analytická environmentální a forenzní chemie, chemie a technologie materiálů, chemie a technologie potravin nebo chemie pro medicínské aplikace. 

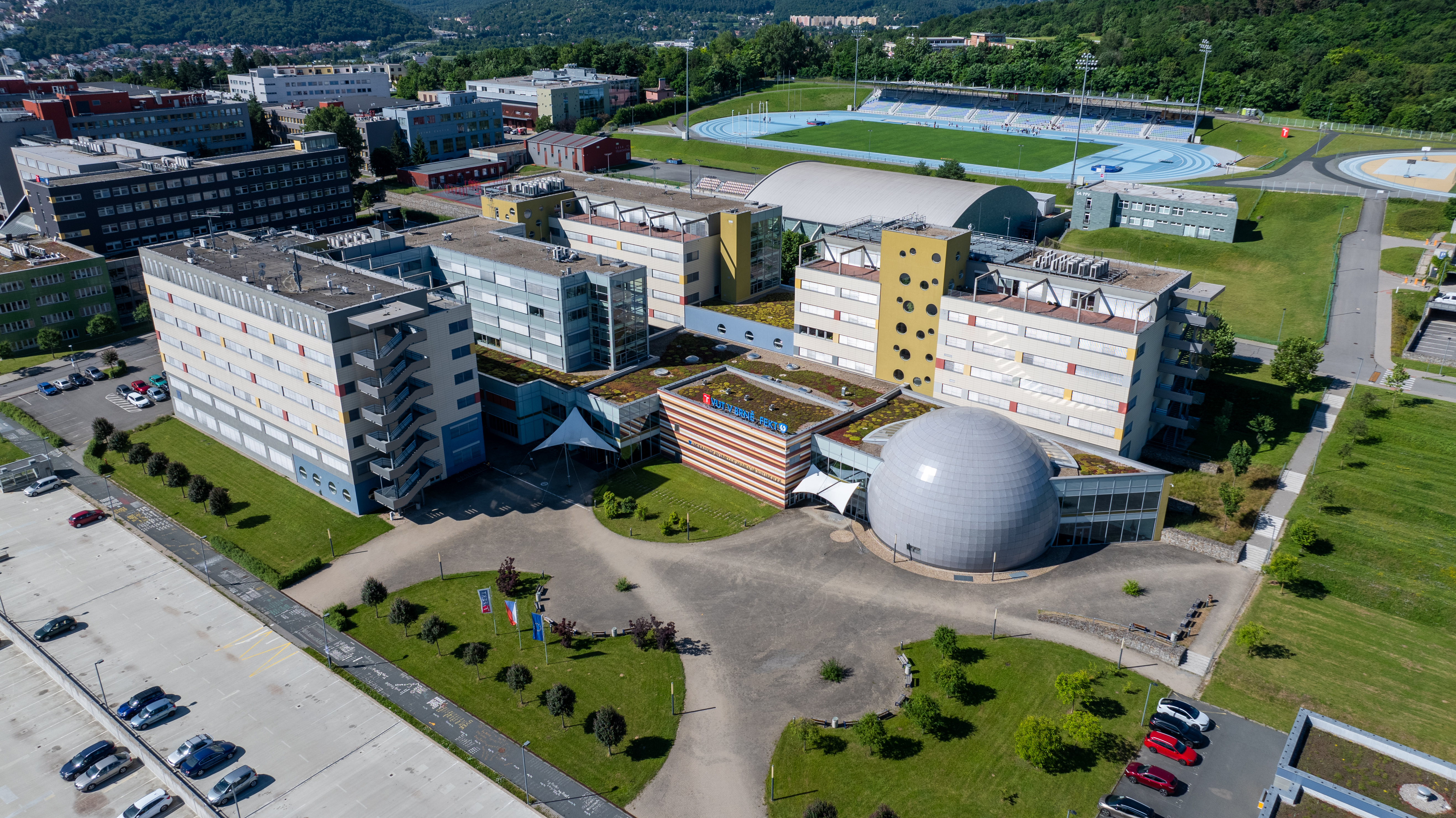
Fakulta elektrotechniky a komunikačních technologií

#### Fakulta elektrotechniky a komunikačních technologií
První elektrotechnický obor byl na VUT vyučován již od roku 1905. Po obnovení univerzity byla v roce 1956 zřízena samostatná fakulta energetická, která byla následně transformována na fakultu elektrotechnickou. V roce 1993 fakulta podchytila masivní nástup výpočetní techniky, změnila svou strukturu a přejmenovala se na Fakultu elektrotechniky a informatiky (FEI). Ani to ale nestačilo, proto v roce 2002 vzniká samostatná Fakulta informačních technologií a mateřská fakulta mění svůj název na Fakultu elektrotechniky a komunikačních technologií. A o rok později získala akreditaci nových moderně pojatých studijních programů ve strukturovaném studiu. 
Na fakultě studuje více než tři tisíce studentů v bakalářském, magisterském a doktorském studijním programu. Studium je zde orientováno na široké spektrum vědeckých oblastí: řídicí technika a robotika, biomedicínská technika a bioinformatika, silnoproudá elektrotechnika a elektroenergetika, elektronika a elektrotechnologie, kybernetika, automatizace a měření, mikroelektronika, radioelektronika, teleinformatika a audioinženýrství aj.

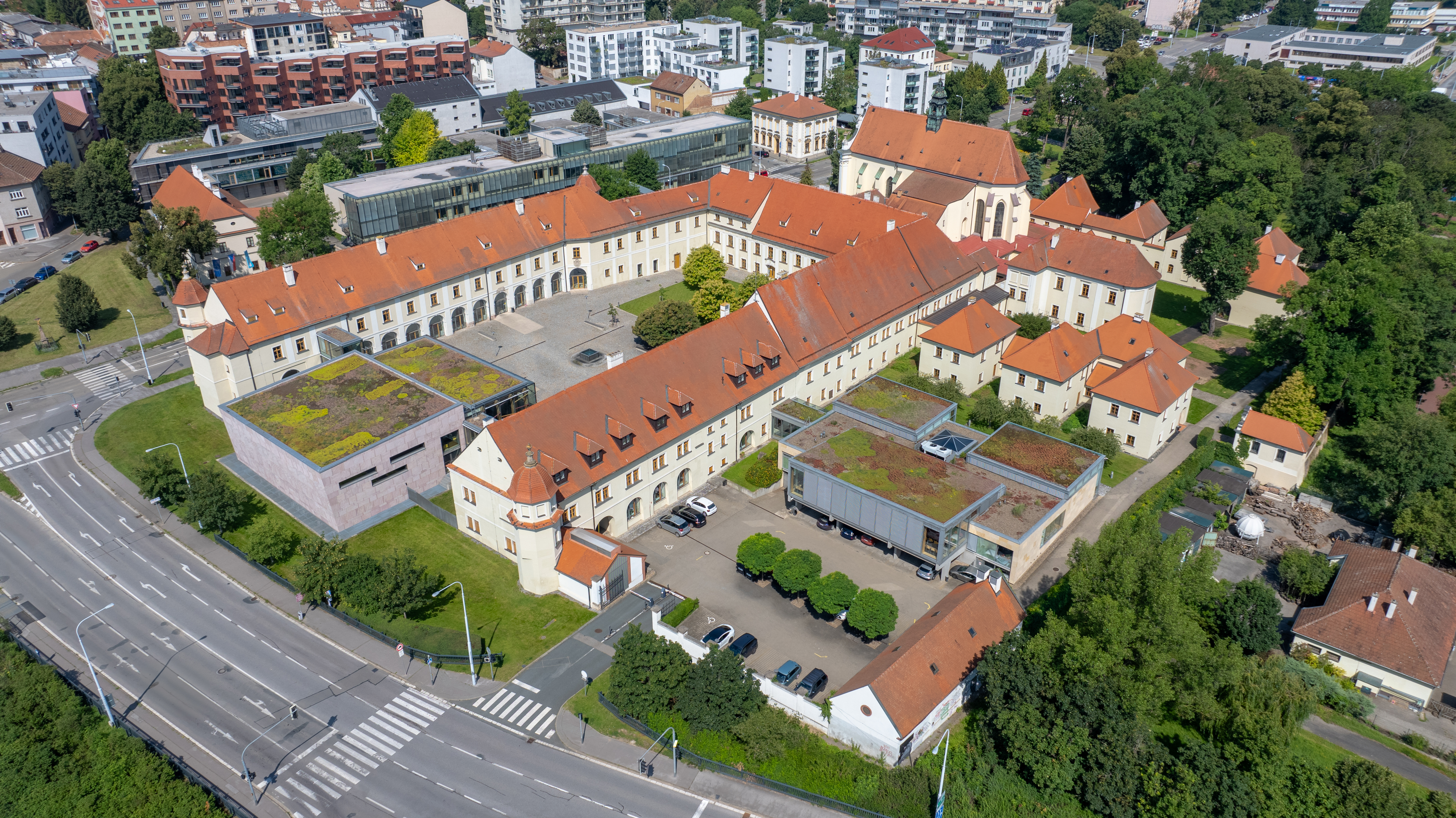
Fakulta informačních technologií

#### Fakulta informačních technologií
Již v roce 1964 vznikla na fakultě elektrotechnické katedra samočinných počítačů. Z ní postupem času vznikl ústav informatiky, který byl v roce 2002 transformován na samostatnou Fakultu informačních technologií.
Kampus FIT se nachází v areálu bývalého kartuziánského kláštera a na území bývalého velkostatku.
Součástí fakulty jsou čtyři ústavy:
- Ústav počítačových systémů,
- Ústav informačních systémů,
- Ústav inteligentních systémů,
- Ústav počítačové grafiky a multimédií.

Fakulta nabízí dva základní stupně studia – tříletý bakalářský a navazující dvouletý magisterský studijní program. Třetím stupněm je doktorský studijní program. Fakulta realizuje studijní programy informační technologie a informační technologie a umělá inteligence pro 2 700 posluchačů.

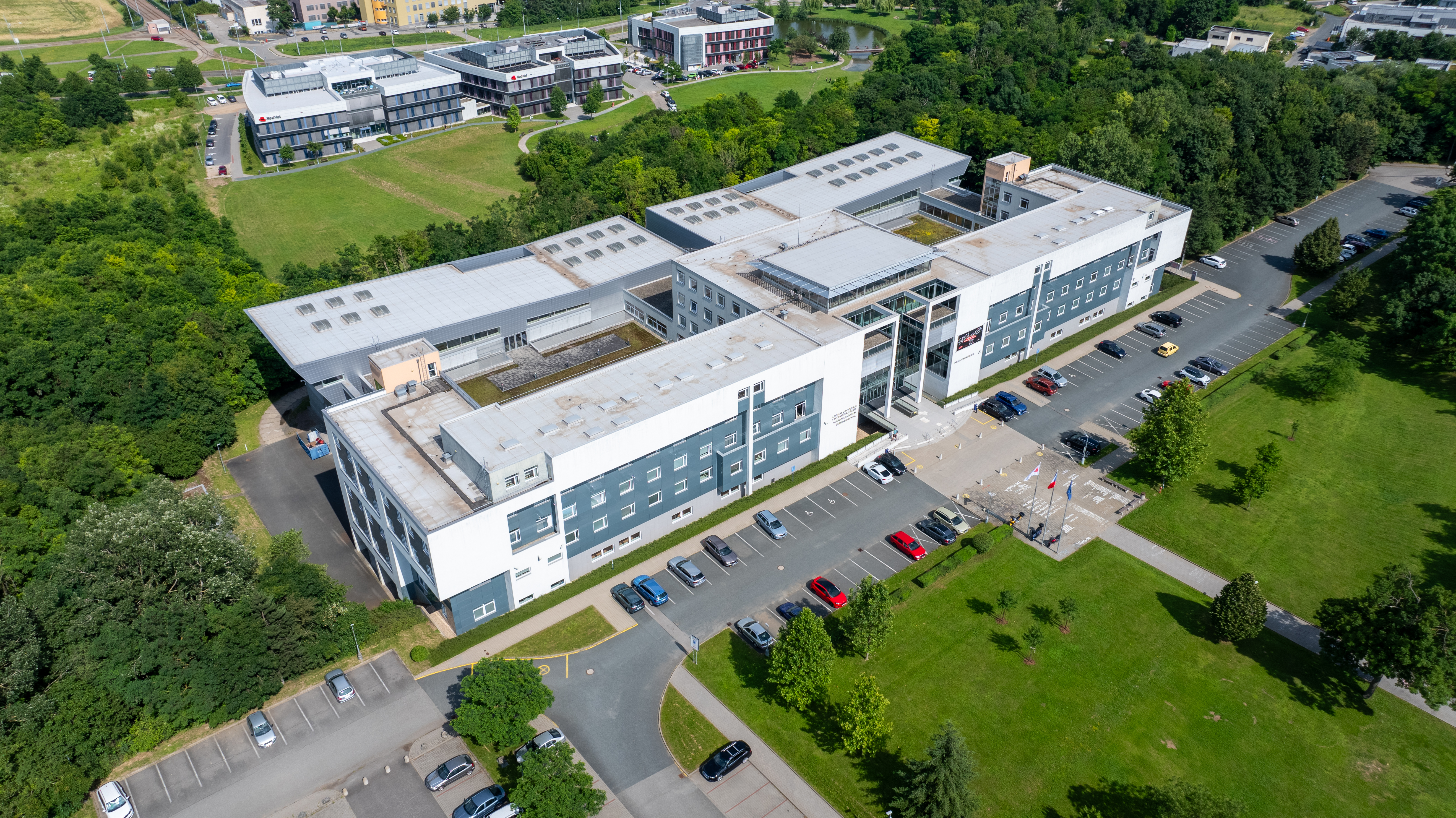
Budova fakulty podnikatelské

#### Fakulta podnikatelská
Jedna z nejmladších fakult VUT v Brně se svými studijními obory zaměřuje na ekonomiku a podnikání. Fakulta se roku 1992 vyčlenila z původní Fakulty strojní, v červnu 2004 se pak přestěhovala do komplexu budov VUT na Kolejní ulici v Brně. Kromě bakalářských, magisterských a doktorských programů v tomto oboru nabízí ve spolupráci se zahraničními univerzitami také postgraduální studium MBA. 
Zhruba 2 300 posluchačů studuje ve studijních programech, jako je např. ekonomika nebo strategický rozvoj podniku, manažerská informatika, účetnictví a daně, mezinárodní ekonomika a obchod, informační či procesní management. 

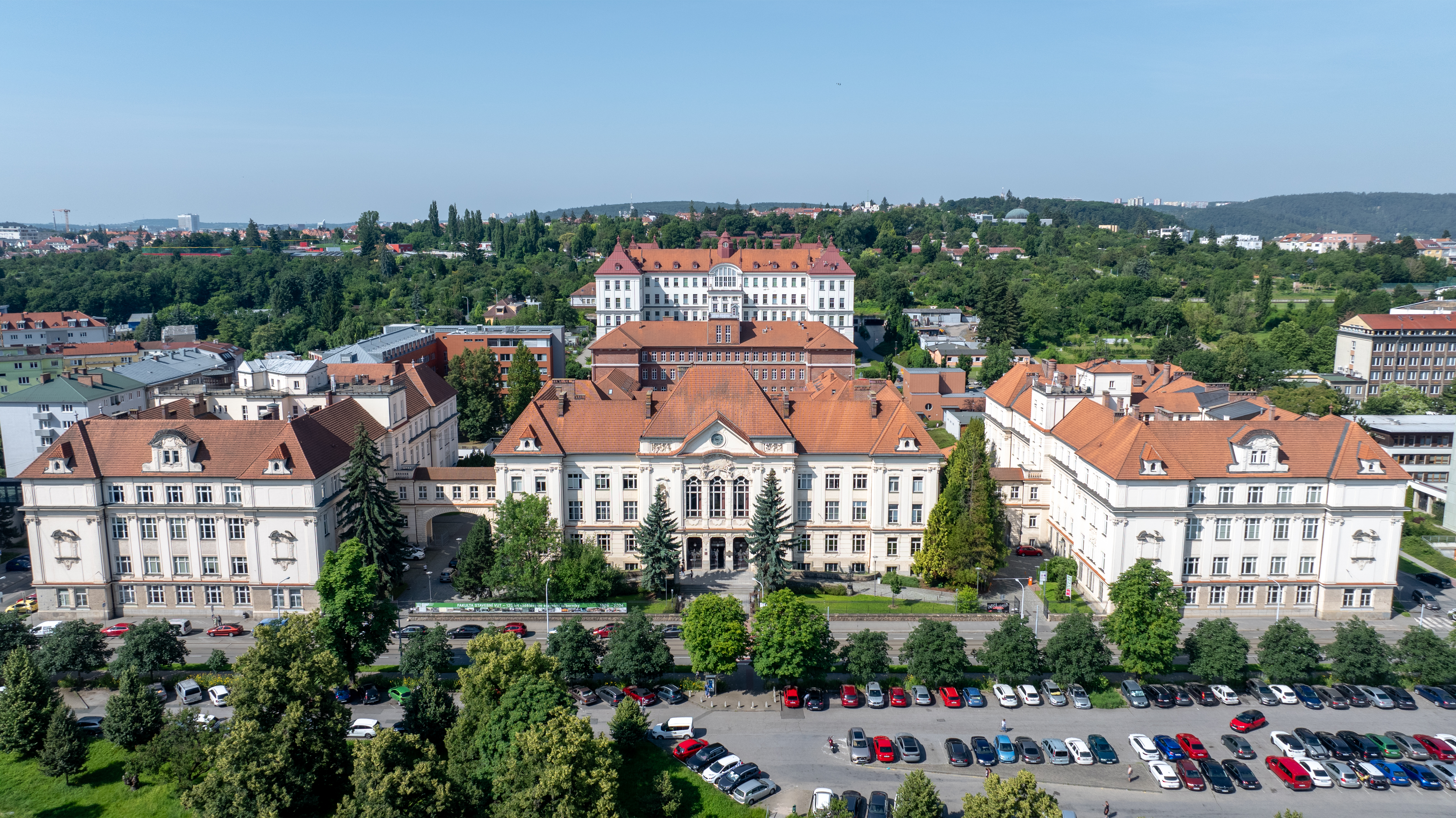
Fakulta stavební na ulici Veveří

#### Fakulta stavební
Nejstarší fakultou VUT v Brně je fakulta stavební. Právě se stavebním odborem zahajovala technika v roce 1899 svou činnost a tato fakulta byla i jediná, která přežila násilnou změnu VUT na Vojenskou technickou akademii v roce 1951. 
Fakulta poskytuje výuku téměř 3 500 posluchačům, kteří studují obory architektura pozemních staveb, stavební inženýrství, stavitelství, geodézie a kartografie, architektura a rozvoj sídel, městské inženýrství nebo environmentálně vyspělé budovy.

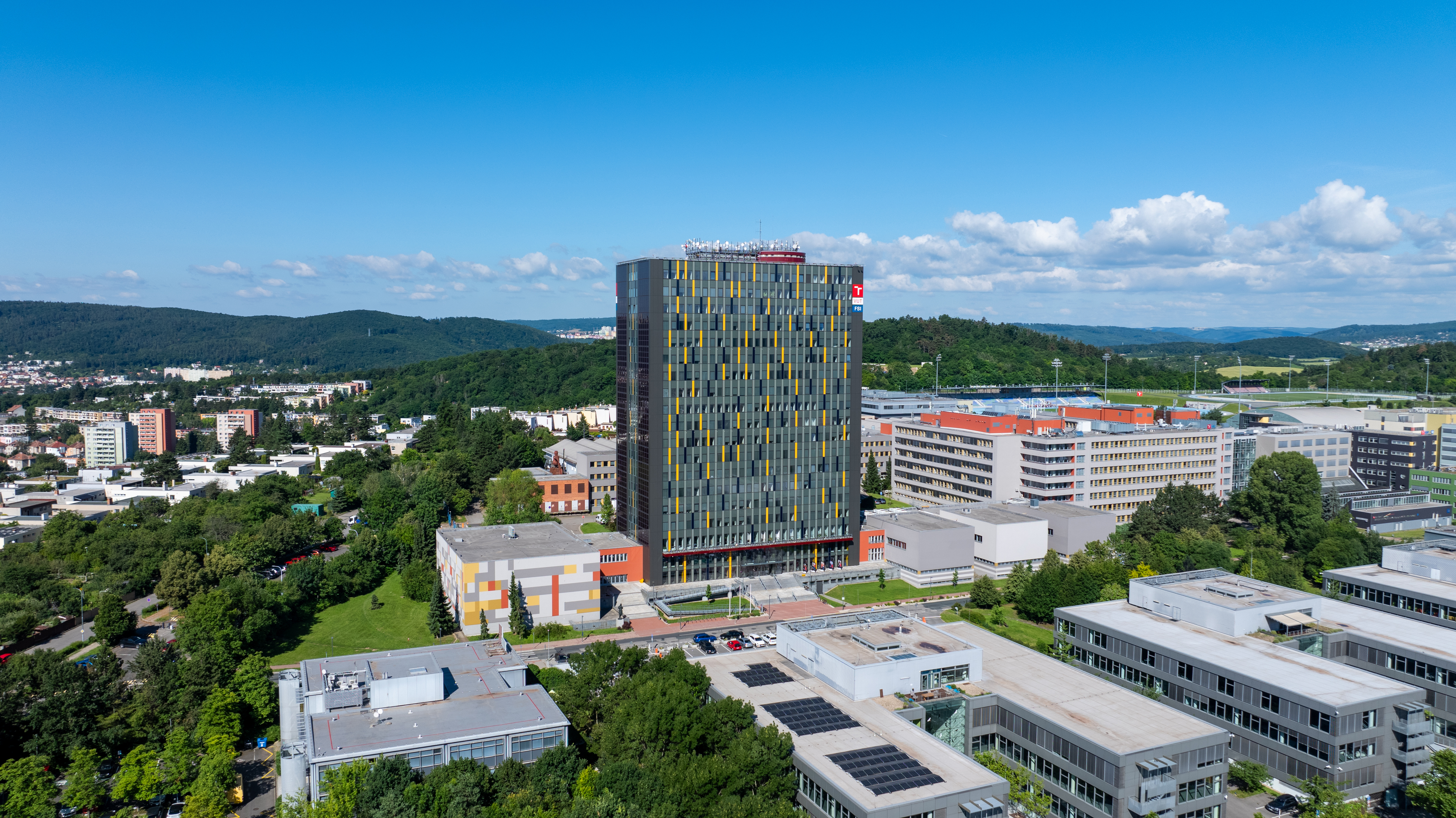
Fakulta strojního inženýrství

#### Fakulta strojního inženýrství
K otevření strojírenského odboru došlo hned v roce 1900 a je druhou nejstarší fakultou Vysokého učení technického v Brně. V minulosti byl na fakultě strojní vyučován také obor energetický, ze kterého později vznikla samostatná fakulta elektrotechniky.
Nyní je Fakulta strojního inženýrství se svými více než 3 500 studenty největší fakultou VUT v Brně. Tvoří ji celkem 15 odborných pracovišť a studium je realizováno ve třech stupních – bakalářském, magisterském a doktorském. Fakulta nabízí studium oborů, jako je energetika, fyzikální inženýrství a nanotechnologie, konstrukční nebo matematické inženýrství, mechatronika, profesionální pilot, průmyslový design ve strojírenství apod. Fakulta je také jediným místem v Česku, které nabízí studium akreditovaného mezinárodního programu zaměřeného na vesmírné technologie (Space Applications). 

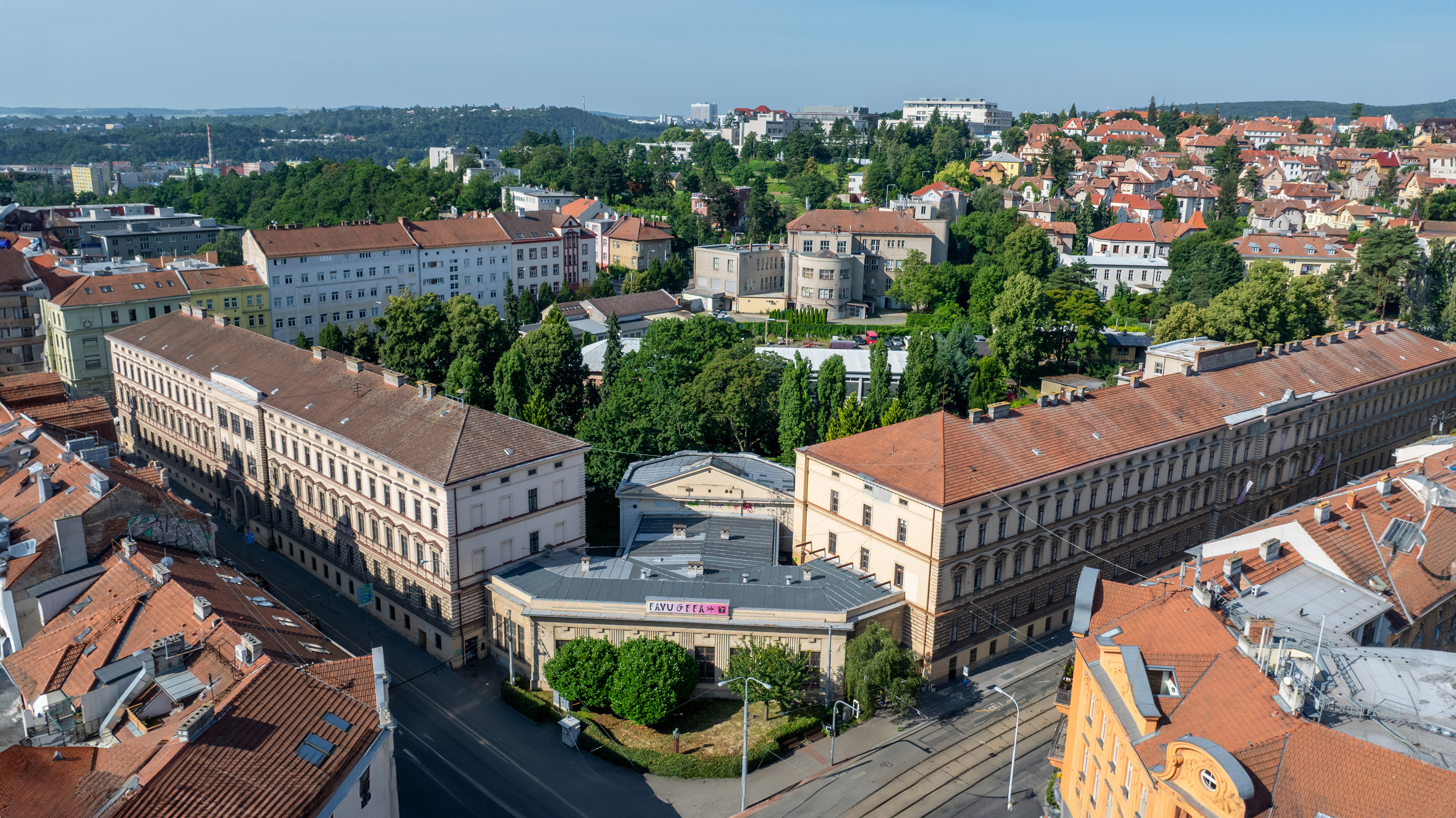
Fakulta výtvarných umění

#### Fakulta výtvarných umění
Naopak jednou z nejmladších fakult je fakulta výtvarných umění. V roce 1993 vznikla z ústavu výtvarných umění, který byl na fakultě architektury založen o pouhý rok dříve. Co do počtu studentů se jedná o nejmenší fakultu současného VUT v Brně (necelé čtyři stovky posluchačů).
Přestože je Fakulta výtvarných umění (FaVU) nejmladší, výtvarné umění má v Brně dlouholetou tradici. Již v roce 1899 byl založen ústav kreslení a od této chvíle se na brněnské technice začínají rozvíjet umělecké obory. Protože je VUT technicky zaměřená škola, snaží se právě tato fakulta propojit techniku a umění. 
V současné době FaVU nabízí studium v oborech výtvarná tvorba (ateliéry malířství, kresby a grafiky nebo sochařství), design (ateliéry grafického a produktového designu) a intermediální a digitální tvorba (ateliéry tělového designu, herních médií, videa, performance, fotografie, intermédií a environmentu). 

### Vysokoškolské ústavy

#### Ústav soudního inženýrství

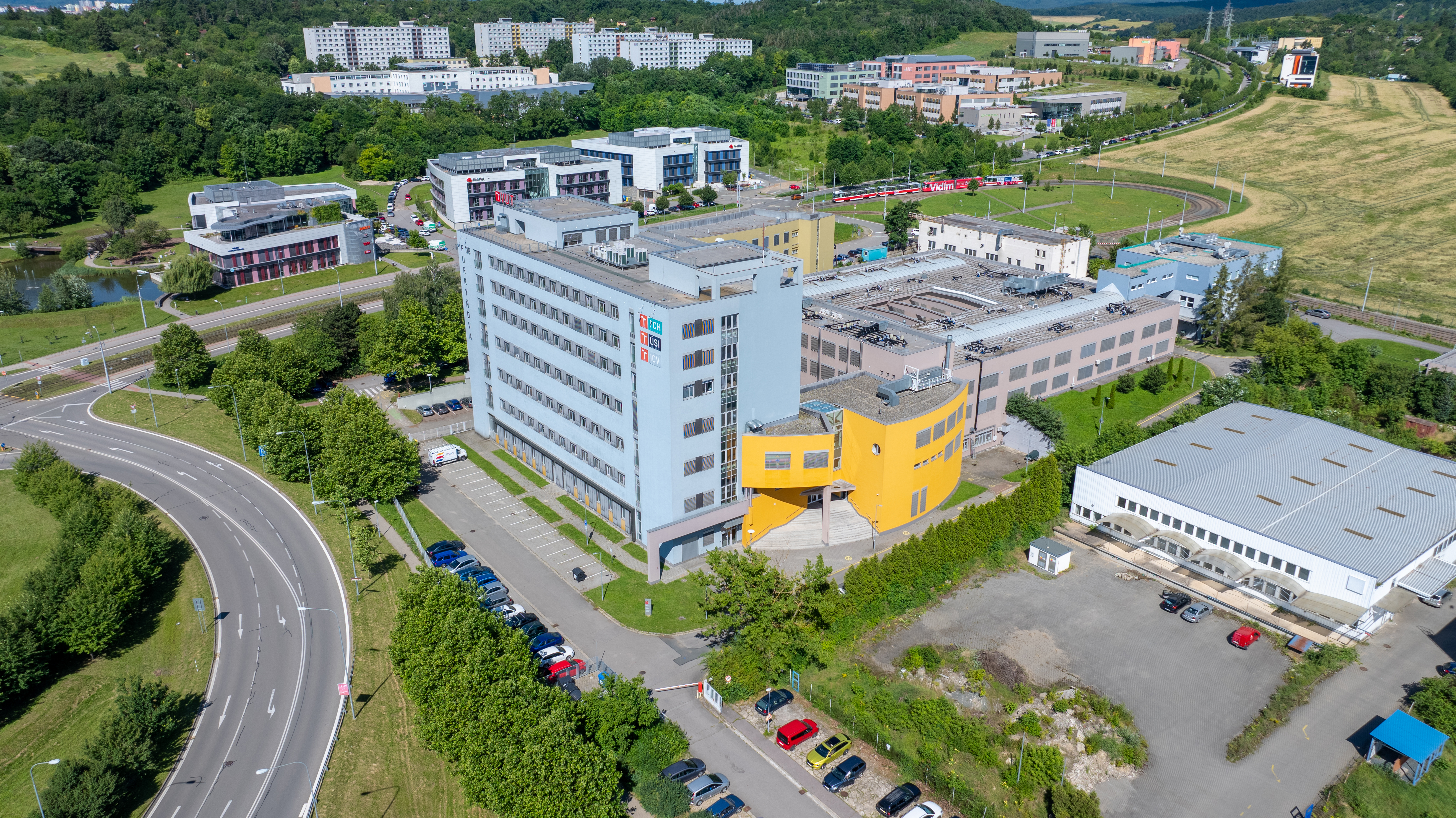
Ústav soudního inženýrství

Náplní ústavu je výuka soudních znalců v magisterských studijních programech Rizikové inženýrství a Soudní inženýrství (expertní inženýrství v dopravě a realitách). V programu Soudní inženýrství je pak možné navázat také doktorským studiem. V přípravě je transformace ústavu na samostatnou fakultu s pracovním názvem Fakulta soudního inženýrství.

#### Centrum sportovních aktivit

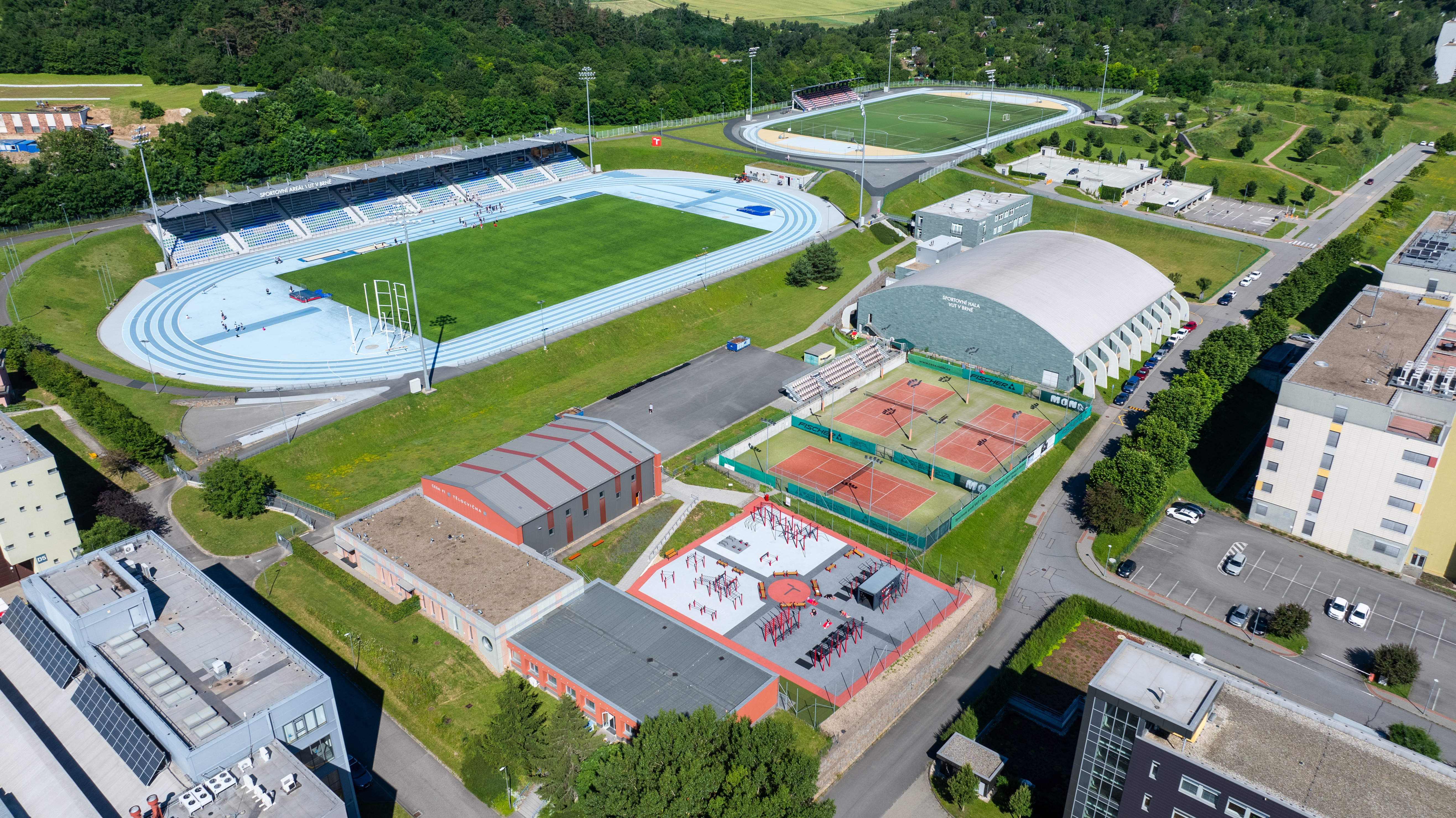
CESA

CESA zajišťuje sportovní aktivity pro své studenty, ale také pro veřejnost – zejména seniory a děti. Spravuje celkem 5 sportovních zařízení – dva sportovní areály, loděnici a dvě fitcentra.
Studenti si mohou vybrat z více než 80 sportů, které Centrum sportovních aktivit nabízí. Najdou zde jak tradiční sporty (např. plavání, házená nebo basketbal), tak i ty méně obvyklé, které si mohou vyzkoušet (bouldering, bojové sporty, šerm, curling aj.).
Centrum sportovních aktivit také nabízí studijní obor sportovní technologie.

#### Středoevropský technologický institut

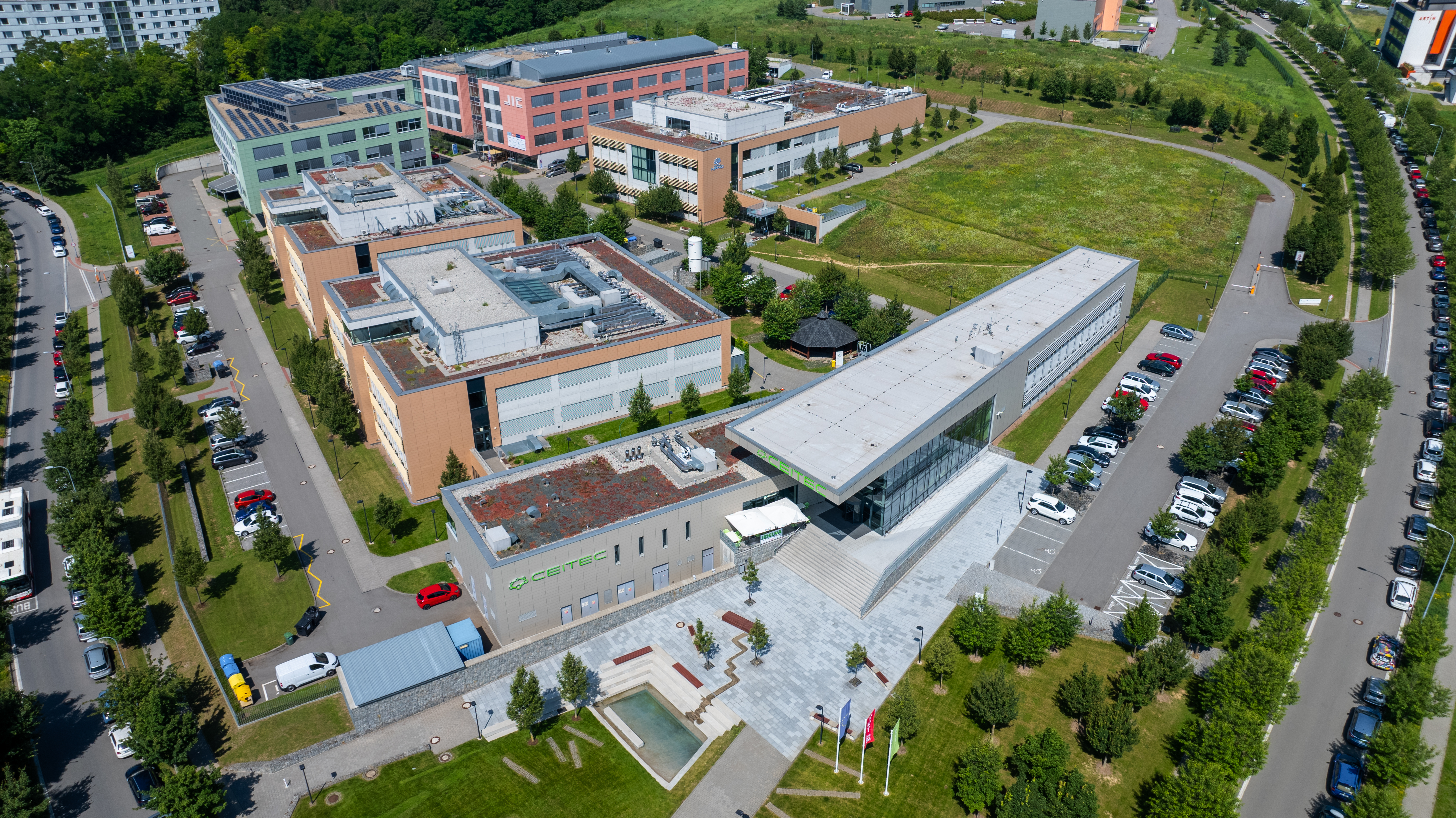
CEITEC VUT

CEITEC (akronym z Central European Institute of Technology, česky Středoevropský technologický institut) je projekt usilující o zbudování evropského centra excelentní vědy, a to v oblasti živé přírody i pokročilých materiálů a technologií. Projekt společně připravuje skupina brněnských univerzit včetně VUT a výzkumných institucí a podporují ho Jihomoravský kraj a město Brno. V rámci naplnění projektu dojde k výstavbě řady laboratoří s prvotřídním přístrojovým vybavením a zázemím, které zajistí podmínky pro provádění základního a rovněž i aplikovaného výzkumu.

### Další součásti
- Centrum výpočetních a informačních služeb (CVIS)
- Koleje a menzy (KaM)
- Ústřední knihovna (ÚK)
- Nakladatelství VUTIUM
- Institut celoživotního vzdělávání
- Rektorát

Koleje Vysokého učení technického:
- Koleje Pod Palackého vrchem (Kolejní 2)
- Purkyňovy koleje (Purkyňova 93)
- Listovy koleje (Kounicova 46/48)
- Mánesovy koleje (Mánesova 12)
- Penzion Starý pivovar (Božetěchova 1)
- Rezidence Erasmus (Klatovská 3a)

## Studium
Škola je držitelem certifikátů Evropské komise ECTS (European Credit Transfer System) Label a DS (Diploma Supplement) Label, vyjadřujících ocenění kvality vysokoškolské instituce v intencích zásad Boloňské deklarace. Certifikát ECTS Label podporuje studijní pobyty na univerzitách ve světě. Certifikát DS Label byl udělen za správné bezplatné udílení dodatku k diplomu všem absolventům podle zásad Evropské komise.
VUT v Brně nabízí svým studentům:
- více než 170 studijních programů (55 akreditovaných v angličtině),
- možnost zapojit se do významných vědeckých a mezinárodních projektů,
- studium na zahraničních a partnerských univerzitách,
- více než 80 sportovních specializací v 5 vlastních sportovních centrech,
- ubytování na kolejích pro většinu žadatelů,
- 9 knihoven.

### Studijní programy
- Stavební, strojní, elektrotechnické a soudní inženýrství
- Informační technologie
- Chemie
- Ekonomie a management
- Výtvarné umění
- Architektura

### Spolupráce se zahraničím
- Rámcové smlouvy s mnoha univerzitami po celém světě
- Mezinárodní vzdělávací programy výzkumu a vývoje
- Účast na programech EU pro vzdělávání:
  - CEEPUS
  - LLP/Erasmus
  - Tempus
- Joint a double degree programy

### Celoživotní vzdělávání
- Poskytují fakulty v rámci předmětů akreditovaných studijních programů a na zakázku podnikové sféry
- Manažerské vzdělání MBA (Master of Business Administration)
- Institut celoživotního vzdělávání:
  - poskytuje poradenské, informační a organizační služby,
  - nabízí vzdělávací a poradenskou činnost,
  - pořádá kurzy a semináře pro seniory v rámci Univerzity třetího věku.

## Studentský život

Vlajka Vysokého učení technického v Brně

Při VUT působí řada studentských organizací, někdy z historických důvodů nazývaných studentské unie. Mezi ty největší patří pobočky mezinárodních studentských organizací jako jsou Erasmus Student Network nebo IAESTE.
Každá fakulta má svoji studentskou komoru, která zastupuje studenty v rámci Akademického senátu – studenti tak mají možnost podílet se na řízení své fakulty.

## Věda a výzkum
Výzkumná činnost na VUT v Brně je realizována prostřednictvím národních a mezinárodních projektů, programů, grantů a výzkumných center. VUT intenzivně spolupracuje s jinými univerzitami a institucemi, s Akademií věd České republiky a soukromými firmami. Snaha o integraci výuky a vědeckého výzkumu je podporována aplikační sférou, s jejíž pomocí se připravují nové studijní programy. Studenti tak mohou získat řadu praktických zkušeností již během studia, což usnadní výběr zaměstnání a zvýší konkurenceschopnost absolventů VUT v Brně. Jedním z cílů VUT je stát se výzkumnou univerzitou.

### Hlavní oblasti výzkumu
- Environmentální technologie
- IT a komunikační technologie
- Letecké inženýrství
- Materiálové inženýrství
- Nanotechnologie a mikroelektronika
- Návrhy stavebních a strojních konstrukcí
- Pokročilé polymerní a keramické materiály
- Procesní a chemické inženýrství
- Robotika a umělá inteligence
- Snímání obrazů a jejich matematické zpracování
- Výrobní technologie.

### Výzkumná centra
- AdMaS – pokročilé stavební materiály, konstrukce a technologie
- CEITEC – centrum excelence v oblasti biologických věd, materiálů a technologií vznikající ve spolupráci Vysokého učení technického v Brně s Masarykovou univerzitou, Mendelovou univerzitou v Brně, Veterinární a farmaceutickou univerzitou Brno, Ústavem fyziky materiálů Akademie věd, a Výzkumným ústavem veterinárního lékařství
- IT4INNOVATIONS – výzkumné, vývojové a inovační centrum v oblasti vysoce výkonného počítání (HPC), datových analýz (HPDA), umělé inteligence (AI), kvantového počítání (QC) a jejich aplikací do dalších vědeckých, průmyslových i společenských oborů
- SIX – Centrum senzorických, informačních a komunikačních systémů
- Centra materiálového výzkumu v oblasti chemie
- CVVOZE – Centrum výzkumu a využití obnovitelných zdrojů energie
- NETME Centre – nové strojírenské technologie

## Spolupráce s průmyslem
Spolupráce VUT v Brně s průmyslem mj. zahrnuje:
- inovaci a přípravu nových studijních programů ve spolupráci s průmyslovou sférou,
- přímou spolupráci v oblasti výzkumu a vývoje s podniky v tuzemsku i v zahraničí,
- osobní účast odborníků z praxe na výuce,
- odborné exkurze a stáže,
- kontaktním bodem pro spolupráci podnikatelské sféry a VUT v Brně je Útvar transferu technologií.

## Významní učitelé
Na škole učilo více osobností, které získaly trvalý mezinárodní respekt:
- Bohuslav Fuchs
- Konrád Hruban
- Jaromír Krejcar
- Ferdinand Lederer
- Viktor Kaplan
- Vladimír List
- Bedřich Rozehnal
- František Weyr

## Významní absolventi
- Armin Delong
- Oldřich Meduna
- Tomáš Mikolov
- Tomáš Přibyl
- Mirek Topolánek
- Stanislav Bělehrádek
- Luděk Navara
- Pavel Novák
- Rostislav Slavotínek
- Zdeněk Škromach
- Martin Říman
- Martin Tesařík
- Milan Šimonovský
- Václav Mencl
- Petr Žaluda
- Dan Ťok